# أتسوشي ياناغيساوا
أتسوشي ياناغيساوا (باليابانية: 柳沢敦؛ بالكانا: ヤナギサワ アツシ) ، من مواليد 27 مايو 1977 في كوسوجي في توياما في اليابان ، لاعب كرة قدم ياباني، وهو يلعب مع نادي كاشيما أنتلرز الياباني ومنتخب اليابان لكرة القدم.
بدأ ياناغيساوا مسيرته الكروية مع نادي كاشيما أنتلرز الياباني في عام 1996 ، واستمر باللعب معهم حتى عام 2003 ، وقد شارك خلال تلك الفترة في 178 مباراة وسجل 71 هدف، وفي موسم 2003/2004 انتقل إلى نادي سامبدوريا الإيطالي، ولعب معهم 15 مباراة ولم يسجل أي هدف، وفي موسم 2004/2005 انتقل إلى نادي ميسينا الإيطالي، ولعب معهم 28 مباراة ولم يسجل أي هدف، وأعير في عام 2006 إلى نادي كاشيما أنتلرز الياباني، وهو يلعب معهم حتى الآن.
وقد بدأ ياناغيساوا باللعب مع منتخب اليابان لكرة القدم في عام 1998 ، وقد شارك معهم في كأس العالم لكرة القدم 2002 وكأس العالم لكرة القدم 2006.

## مسيرته الكروية
لعب أتسوشي ياناغيساوا خلال مسيرته الاحترافية مع 5 أندية في عشرون موسمًا وسجل خلالها 108 هدف ضمن 415 مباراة. حيث فاز في ثلاثة مواسم بالكأس وفي خمسة مواسم بالدوري.
خاض أتسوشي ياناغيساوا مسيرته مع نادي كاشيما أنتلرز في موسم 1996 في المرة الأولى ليلعب معه ثمانية مواسم ثم في عامي 2006-2008 ولمدة موسمين، مشاركًا طوالها في 220 مباراة سجل خلالها 80 هدف. ثم انتقل إلى نادي سامبدوريا في موسم 2003–04 لمدة موسم واحد، حيث شارك في 15 مباراة ولم يسجل أي هدف. لينتقل بعدها إلى نادي مسينا في موسم 2004–05 ولمدة موسمين، مشاركًا في 29 مباراة ولم يسجل أي هدف أيضًا. ثم انتقل إلى نادي كيوتو سانغا في موسم 2008 واستمر معه طيلة ثلاثة مواسم، مشاركًا في 85 مباراة سجل خلالها 21 هدفًا. هذا وانتقل لاحقًا إلى نادي فيغالتا سنداي في موسم 2011 ليلعب معه أربعة مواسم، مشاركًا في 66 مباراة سجل خلالها 7 أهداف.

## روابط خارجية
- أتسوشي ياناغيساوا على موقع الاتحاد الدولي (مؤرشف)  (الإنجليزية)
- أتسوشي ياناغيساوا على موقع رابطة كرة القدم اليابانية للمحترفين (اليابانية)
- أتسوشي ياناغيساوا على موقع قاعدة بيانات كرة القدم.إي يو (الإنجليزية)
- أتسوشي ياناغيساوا على موقع ناشيونال فوتبول تيمز (الإنجليزية)
- أتسوشي ياناغيساوا على موقع Soccerway.com (الإنجليزية)
- أتسوشي ياناغيساوا على موقع عالم كرة القدم.نت (الإنجليزية)
- أتسوشي ياناغيساوا على موقع كووورة
- أتسوشي ياناغيساوا على موقع أوليمبيديا (الإنجليزية)